# Ludwig Grote
Hans Wilhelm Karl Ludwig Grote (* 8. August 1893 in Halle an der Saale; † 3. März 1974 in Gauting bei München) war ein deutscher Kunsthistoriker und Museumsleiter. Er war von 1924 bis 1933 Landeskonservator des Freistaats Anhalt, Förderer des Dessauer Bauhauses und ab 1927 Gründungsdirektor der Anhaltischen Gemäldegalerie Dessau, für die er insbesondere Werke der Klassischen Moderne und des Expressionismus erwarb. Von 1951 bis 1962 war er Erster Direktor bzw. Generaldirektor des Germanischen Nationalmuseums in Nürnberg.

## Leben
Ludwig Grote, Sohn des Maurers Maurer Otto Grote und dessen Frau Margarethe Grote, studierte ab 1912 Archäologie in Jena und Architektur an der TU Braunschweig. Sein Studium wurde unterbrochen durch die Teilnahme am Ersten Weltkrieg (beendet als Leutnant d. R.). 1919 legte er in Braunschweig die Diplomvorprüfung in Architektur ab. Er wechselt zum Studium der Kunstgeschichte im Wintersemester 1919 an die Universität Halle, 1920 an die Universität München und wurde 1922 bei Paul Frankl in Halle mit einer Arbeit über das druckgraphische Werk von Georg Lemberger promoviert.
1923 erhielt er einen Werkvertrag in Dessau zur Herstellung des Kataloges der Gemäldesammlung in der dortigen Amalienstiftung. Von 1924 bis 1933 war er Landeskonservator von Anhalt, sowie ab 1927 außerdem Direktor der von ihm gegründeten Anhaltischen Gemäldegalerie Dessau (Palais Reina). Als Landeskonservator war er zuständig für allgemeine Kunst- und Denkmalpflege, die Wiederherstellung der jahrzehntelang vernachlässigten ehemaligen herzoglichen Schlösser und Gärten (insbesondere die Restaurierung des Wörlitzer Parks ist sein Verdienst), sowie für den Anhaltischen Kunstverein mit Veranstaltung wechselnder Ausstellungen.
Grote war während dieser Zeit persönlicher Berater des Bürgermeisters Fritz Hesse, durch dessen Engagement der Umzug des politisch angefeindeten Bauhauses von Weimar nach Dessau erfolgte. Er führte damals nicht nur die Verhandlungen mit Walter Gropius, sondern 1930 auch ebenso erfolgreich in Berlin mit dem Architekten Ludwig Mies van der Rohe, welcher der letzte Leiter des Bauhauses werden sollte.
1933 wurde Grote von den Nationalsozialisten und deren Presse wegen seiner engen Verbindungen zum Dessauer Bauhaus sowie seiner Ankaufspolitik für die Gemäldegalerie als „Kulturbolschewist“ bezeichnet und auf Grund des Gesetzes zur Wiederherstellung des Berufsbeamtentums aus seinem Amt als Landeskonservator von Anhalt und Direktor der Anhaltischen Gemäldegalerie Dessau „auf eigenen Wunsch“ in den Ruhestand versetzt. Grote konnte weiterhin publizieren, unter anderem sein grundlegendes Werk zu den Künstlerbrüdern Olivier.
Nach freiberuflicher Tätigkeit in der Steinrestaurierung (Potsdam und Berlin), schriftstellerischer Tätigkeit und Tätigkeit im Münchner Kunsthandel nahm er bis 1945 am Zweiten Weltkrieg teil, zuletzt im Rang eines Majors.
Nach 1945 organisierte Grote eine Reihe von damals aufsehenerregenden Ausstellungen im Haus der Kunst in München:
- Der Blaue Reiter. München und die Kunst des 20. Jahrhunderts. 1908–1914. (München 1949, Basel 1950)
- Die Maler am Bauhaus. (München Frühjahr 1950)
- Oskar Kokoschka 1907–1950. (München September 1950)
- Max Beckmann zum Gedächtnis 1884–1950. (München Juni–Juli 1950)
- Toulouse-Lautrec das graphische Werk. Sammlung Ludwig Charell. (München 1951)

1951 wurde er Erster Direktor des Germanischen Nationalmuseums in Nürnberg, seit August 1958 war er Generaldirektor. Den Wiederaufbau des Museums verwirklichte er zusammen mit dem Architekten Sep Ruf im Geiste des Internationalen Stils des Bauhauses. Seine Erwerbungspolitik für das Germanische Nationalmuseum zeichnet sich durch Universalität aus.
Zu seinen ersten Aufgaben gehörte die Ausrichtung der Hundertjahrfeier des Germanischen Nationalmuseums, insbesondere mit einer großen Ausstellung „Aufgang der Neuzeit“ (15. Juli – 15. Oktober 1952). Seine Ausstellungstätigkeit zur modernen Kunst konnte er in Nürnberg aufgrund eines Abkommens mit der Stadt in der damaligen Fränkischen Galerie fortsetzen: 6. Pablo Picasso, Radierungen & Lithographien, 1905–1951. Wanderausstellung 1952. 7. Ernst Ludwig Kirchner, Sammlung Dr. F. Bauer/Davos, 1952. 8. Wassily Kandinsky Arbeiten 1912–1942, Februar 1954. u.s.f.

## Familie
Grote heiratete am 4. August 1927 die Schriftstellerin Gertrud Maud, Tochter des Arztes Wilhelm Schmitt und dessen Frau Marion. Ihre Kinder sind der 1929 geborene Kunsthistoriker und Museumssachverständige Andreas Grote sowie der 1931 geborene Schriftsteller Christian Grote.

## Auszeichnungen
- 1957: Preis der Stadt Nürnberg
- Ehrenmitglied der Akademie der Bildenden Künste Nürnberg

## Schriften (Auswahl)
- Georg Lemberger. Ein Beitrag zur Geschichte des sächsischen Holzschnitts. Halle (Saale), Philosophische Dissertation 1924.

- (Hrsg.): Führer durch den Wörlitzer Park: Amtliche Ausgabe der Joachim Ernst-Stiftung. Dünnhaupt, Dessau 1927.

- Führer durch die Anhaltische Gemälde-Galerie. Weniger, Dessau 1927.

- Das Land Anhalt. Deutscher Kunstverlag, Berlin 1929.
- Junge Bauhausmaler: Hallescher Kunstverein. Werkstätten der Stadt Halle, Halle 1929.

- Kardinal Albrecht und die Renaissance in Halle. Gebauer-Schwetschke, Halle 1930 (Der Rote Turm; 8/9).

- Die Stiftskirche in Gernrode. Hopfer, Burg bei Magdeburg 1932 (Deutsche Bauten; 19).
- Georg Lemberger. Haessel, Leipzig 1933 (= Aus Leipzigs Vergangenheit. Band 2) (Digitalisat).

- Deutsche Stilfibel. Staackmann, Leipzig 1934.

- Die Brüder Olivier und die deutsche Romantik. Rembrandt-Verlag, Berlin 1938 (Forschungen zur deutschen Kunstgeschichte; 31) (Jahresgabe des Deutschen Vereins für Kunstwissenschaft; 1938,[1]).

- (Hrsg.): Caspar David Friedrich: Skizzenbuch aus den Jahren 1806 und 1818. Gebr. Mann, Berlin 1942 (2. Auflage 1994).
- Deutsche Kunst im zwanzigsten Jahrhundert. Prestel, München 1953.

- Hier bin ich ein Herr: Dürer in Venedig. Prestel, München 1956 (= Bibliothek des Germanischen Nationalmuseums Nürnberg zur deutschen Kunst- und Kulturgeschichte. Band 2/3).

- (Hrsg.): Erinnerungen an Paul Klee. Prestel, München 1959.
- Die Tucher: Bildnis einer Patrizierfamilie. Prestel, München 1961 (= Bibliothek des Germanischen Nationalmuseums Nürnberg zur deutschen Kunst- und Kulturgeschichte. Band 15/16).

- Dürer: biographisch-kritische Studie. Skira, Genf 1965 (= Der Geschmack unserer Zeit. Band 43).

- Die romantische Entdeckung Nürnbergs. Prestel, München 1967 (= Bibliothek des Germanischen Nationalmuseums Nürnberg zur deutschen Kunst- und Kulturgeschichte. Band 28).

- Joseph Sutter und der nazarenische Gedanke. Prestel, München 1972 (= Studien zur Kunst des 19. Jahrhunderts. Band 14), ISBN 3-7913-0324-4.

- Von Dürer bis Gropius. Aufsätze zur deutschen Kunst, Prestel, München 1973.